# Carol Barbee
Carol Barbee est une actrice, scénariste et productrice américaine, née le 22 mai 1959 à Concord en Caroline du Nord,.

## Biographie

### Enfance et formation
Carol Barbee naît à Concord en Caroline du Nord. Sa mère est chanteuse dans un groupe de gospel d’une paroisse.
Elle y est diplômée du Central Cabarrus High School, où elle fait du théâtre. Elle obtient son diplôme d’Art dramatique à l’université de Wake Forest à Winston-Salem, et, plus tard, elle reçoit une maîtrise professionnelle en jeu théâtral d'université de Californie à Los Angeles.

### Carrière
En 1989, Carol Barbee décroche son premier rôle dans la série La Loi de Los Angeles (L.A. Law), et apparaît dans d’autres séries telles que Ellen et JAG et dans des films 58 minutes pour vivre (Die Hard 2) de Renny Harlin (1990) et La Croisière aventureuse (Out to Sea) de Martha Coolidge (1997).
En 1992, elle endosse les costumes de l’actrice Marilyn Maxwell dans la mini-série Sinatra (en).
En 2001, elle écrit son premier script pour la série Providence sur la chaîne NBC, et en écrit d’autres tels que Amy (Judging Amy), Close to Home : Juste Cause (Close to Home), Jericho, Swingtown, Three Rivers…
En 2017, Carol Barbee créé la série Comment élever un super-héros (Raising Dion) adaptant le scénario du comic book du même nom de Dennis Liu et Jason Piperberg, en tant qu’auteur-producteur de la série aux côtés des producteurs délégués Dennis Liu, Michael B. Jordan, Charles D. King, Kim Roth, Poppy Hanks, Kenny Goodman et Michael Green,. Elle est diffusée en 2019 sur Netflix.

### Vie privée
Carol Barbee est mariée à l’acteur Carlos Lacámara. Ils ont deux enfants Lucas Alberto Lacámara (né en 1993) et Diego William Lacámara (né en 1997).

## Filmographie

### En tant qu’actrice

#### Films
- 1990 : 58 minutes pour vivre (Die Hard 2) de Renny Harlin : la présentatrice
- 1997 : The Apocalypse de Hubert de La Bouillerie : la lieutenant Robing
- 1997 : La Croisière aventureuse (Out to Sea) de Martha Coolidge : l’hôtesse de l'air

#### Téléfilm
- 1992 : Honor Thy Mother de David Greene : l"agent de probation

#### Séries télévisées
- 1989 : La Loi de Los Angeles (L.A. Law) : Penelope Dunlap (saison 3, épisode 12 : Un champion à la barre (The Accidental Jurist))
- 1990 : Columbo : Diane (saison 9, épisode 3 : Votez pour moi (Agenda for Murder))
- 1991 : Le Prince de Bel-Air (The Fresh Prince of Bel-Air) : Pamela (saison 1, épisode 21 : Le Coup de foudre (Love at First Fight))
- 1991 : La Voix du silence (Reasonable Doubts) : Debbie (saison 1, épisode 2 : Contre toute attente (Hard Bargains))
- 1992 :  Sinatra (en) : Marilyn Maxwell (2 épisodes, mini-série)
- 1993 : Petite Fleur (Blossom) : Andrea (saison 3, épisode 15 : The Last Laugh)
- 1993 : Delta : Tess Richardson (saison 1, épisode 14 : Amateur Night)
- 1994 : Bienvenue en Alaska (Northern Exposure) : Meredith Swanson (saison 5, épisode 24 : Passe et Passion (Lovers and Madmen))
- 1995 : Beverly Hills (Beverly Hills 90210) : Helen (saison 6, épisode 9 : Tremblement de terre (Earthquake Weather))
- 1996 : Ellen : Megan (saison 4, épisode 6 : The Bubble Gum Incident)
- 1997 : JAG : Mme Cray (saison 3, épisode 9 : Impact)
- 1998 : Spécial OPS Force (Soldier of Fortune, Inc.) (saison 3, épisode 9 : Déja Vu)

### En tant que scénariste

#### Séries télévisées
- 1999-2002 : Providence (15 épisodes)
- 2003-2005 : Amy (Judging Amy) (8 épisodes)
- 2006 : Close to Home : Juste Cause (Close to Home) (2 épisodes)
- 2006-2008 : Jericho (4 épisodes)
- 2008 : Swingtown (saison 1, épisode 10 : La Confusion des sentiments (Running on Empty))
- 2009-2010 : Three Rivers (10 épisodes)
- 2010-2011 : Hawaii 5-0 (Hawaii Five-0) (4 épisodes)
- 2012-2013 : Touch (5 épisodes)
- 2014 : Falling Skies (2 épisodes)
- 2015 : Dig (2 épisodes)
- 2015 : Girlfriends' Guide to Divorce (saison 2, épisode 2 : Régle 77 : N'envenimez pas les choses (Rule #77: Don't Blow the Bubble))
- 2016 : Unreal (saison 2, épisode 9 : Espionnage (Espionage))
- 2019 : Comment élever un super-héros (Raising Dion) (2 épisodes)
- 2021 : The 45 Rules of Divorce (saison 2, épisode 2 : Régle 77 : N'envenimez pas les choses (قاعدة #77 سيبي كل واحد عايش في أوهامه))

### En tant que productrice

#### Téléfilm
- 2010 : Betwixt de Christian Duguay

#### Séries télévisées
- 2003 : Providence (productrice déléguée)
- 2004-2005 : Amy (Judging Amy) (45 épisodes, productrice déléguée)
- 2006 : Close to Home : Juste Cause (Close to Home) (2 épisodes, productrice déléguée)
- 2006 : Countdown (22 épisodes, productrice déléguée)
- 2006 : Beyond Jericho
- 2006-2008 : Jericho (29 épisodes, productrice déléguée)
- 2008 : Swingtown (12 épisodes, productrice déléguée)
- 2009 : The Beautiful Life (The Beautiful Life: TBL) (2 épisodes, productrice déléguée)
- 2009-2010 : Three Rivers (13 épisodes, productrice déléguée)
- 2010-2011 : Hawaii 5-0 (Hawaii Five-0) (23 épisodes, productrice-conseil)
- 2012-2013 : Touch (26 épisodes, productrice déléguée)
- 2014 : Falling Skies (12 épisodes, productrice déléguée)
- 2015 : Dig (2 épisodes, productrice-conseil)
- 2014-2016 : Girlfriends' Guide to Divorce (26 épisodes, productrice déléguée)
- 2016 : Unreal (10 épisodes, productrice déléguée)
- 2019 : Comment élever un super-héros (Raising Dion) (saison 1, épisode 1 : #101 : Comment élever un super-héros (Issue #101: How Do You Raise a Superhero?), productrice déléguée)